# Užupis

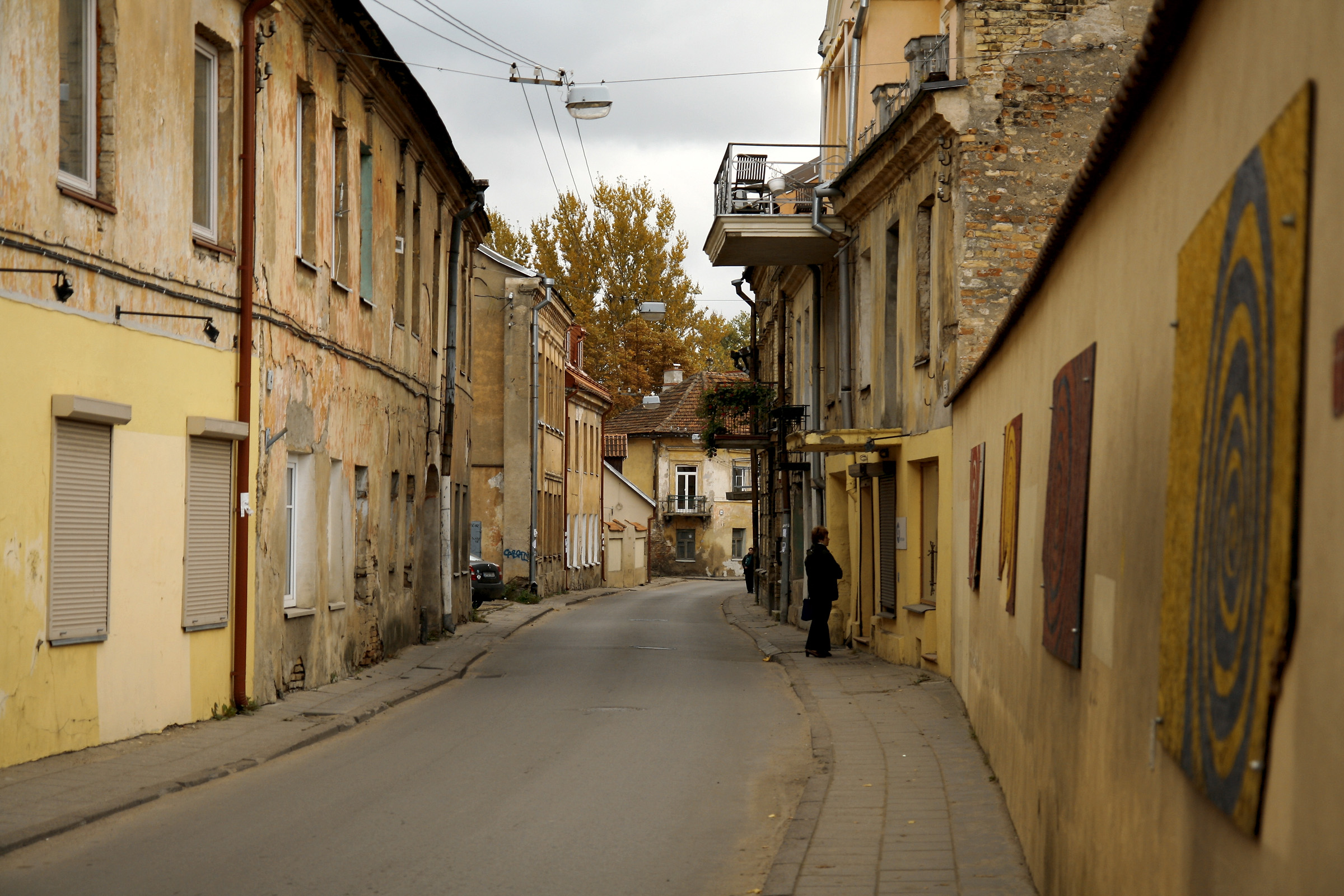
Straat in Užupis

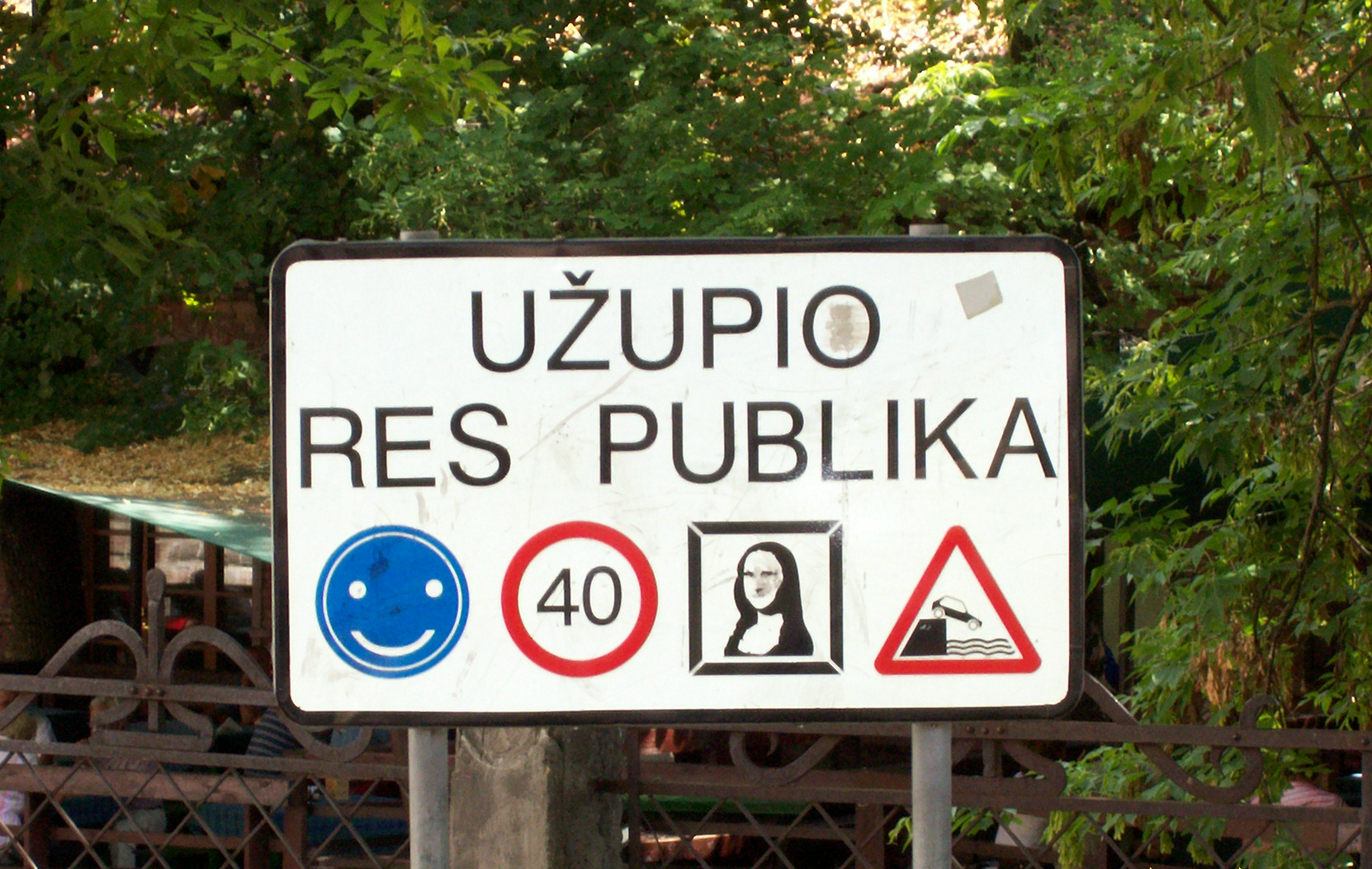
Grensbord van de Republiek Užupis

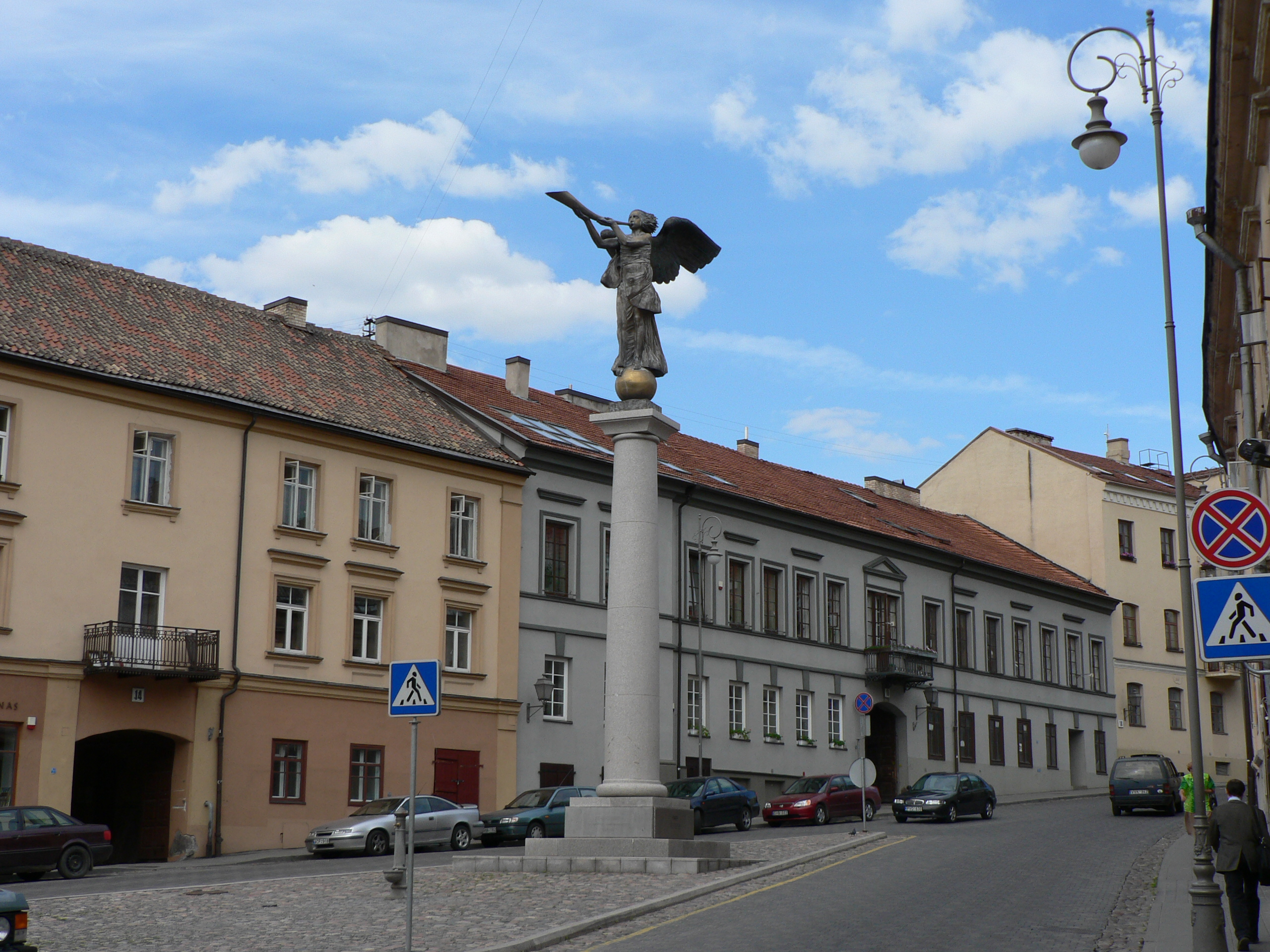
Engel van Užupis

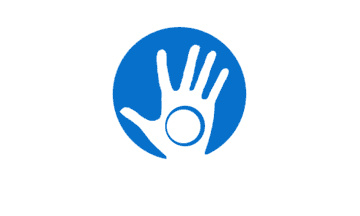
Vlag van Užupis

Užupis is een stadsdeel van Vilnius, de hoofdstad van Litouwen en is deels gelegen in het oude stadsdeel van Vilnius, dat op de Werelderfgoedlijst van de Verenigde Naties staat. De naam betekent "aan de andere kant van een rivier." Die rivier is de Vilnia die aan Vilnius zijn naam gaf. Užupis wordt vaak vergeleken met Montmartre in Parijs. Tegenwoordig zijn er in de stadswijk kunstgalerijen, kunststudio’s en cafés.
Užupis is een klein (ongeveer 59 hectare) en besloten stadsdeel. Aan de ene kant is het gescheiden van de oude stad door de Vilnia, aan de andere kant zijn heuvels en aan de derde zijde is een industrieel gebied dat gebouwd werd in de Sovjet-tijd. De eerste bruggen over de rivier werden gebouwd in de zestiende eeuw. Het stadsdeel werd voornamelijk bewoond door Litouwse Joden. Het grootste deel van de oorspronkelijke bewoners verdween tijdens de Holocaust en het Joodse kerkhof werd vernietigd door de Sovjets. De lege huizen werden bezet door criminelen, tuig en prostituees.

## Gemeenschappen van Užupis
Het stadsdeel was een van de meest verwaarloosde gebieden in de stad voordat Litouwen zich onafhankelijk verklaarde in 1990. Hoewel het daarvoor een krottenwijk was met huizen zonder voorzieningen, is het recentelijk een gebied geworden van duurdere woningen, een thuishaven voor Vilnius’ kunstenaars en bohemien. 
De bewoners hebben een zo goed als onafhankelijke staat met de naam Republiek Užupis (Užupio Res Publika) uitgeroepen met een eigen vlag, een president, grondwet en zelfs een leger van twaalf man. Ze vieren hun half-serieuze onafhankelijkheid jaarlijks op Užupisdag, op 1 april. Op die dag heeft Užupis een eigen munteenheid, gewoonten, verkiezingen en carnaval. Kunstenaars proberen een gevoel van gemeenschap te creëren door middel van kunst en viering. De president van de Republiek Užupis is de dichter, musicus en filmregisseur Romas Lileikis. Het eerste initiatief dat door de gemeenschap werd ondernomen was het bouwen van een monument ter nagedachtenis van Frank Zappa. 
Sinds de Sovjet-tijd wonen vele beroemde kunstenaars in Užupis of hebben er hun ateliers. Vele jonge kunstenaars hebben leegstaande panden in Užupis gekraakt in de buurt van de Vilnia.
De burgemeester van Vilnius, Artūras Zuokas, woont in Užupis en neemt regelmatig deel aan activiteiten in Užupis.

## Engel van Užupis
De engel werd het symbool voor Užupis op 4 april 2001, toen een standbeeld van een engel werd onthuld op het centrale plein. De sculptuur heeft de voorstelling van een engel die een hoorn blaast en symboliseert de opleving en artistieke vrijheid van de stadswijk. De republiek Užupis wordt soms de Republiek van de Engelen genoemd. 
Voor de ingebruikneming van dit beeld was er een standbeeld van een ei, dat – mede vanwege de vorm – object werd van verschillende verhalen. Nadat dit buiten dienst werd gesteld, werd het beeld verkocht tijdens een veiling voor 10.200 Litouwse litas.